# Hamburg-Marmstorf

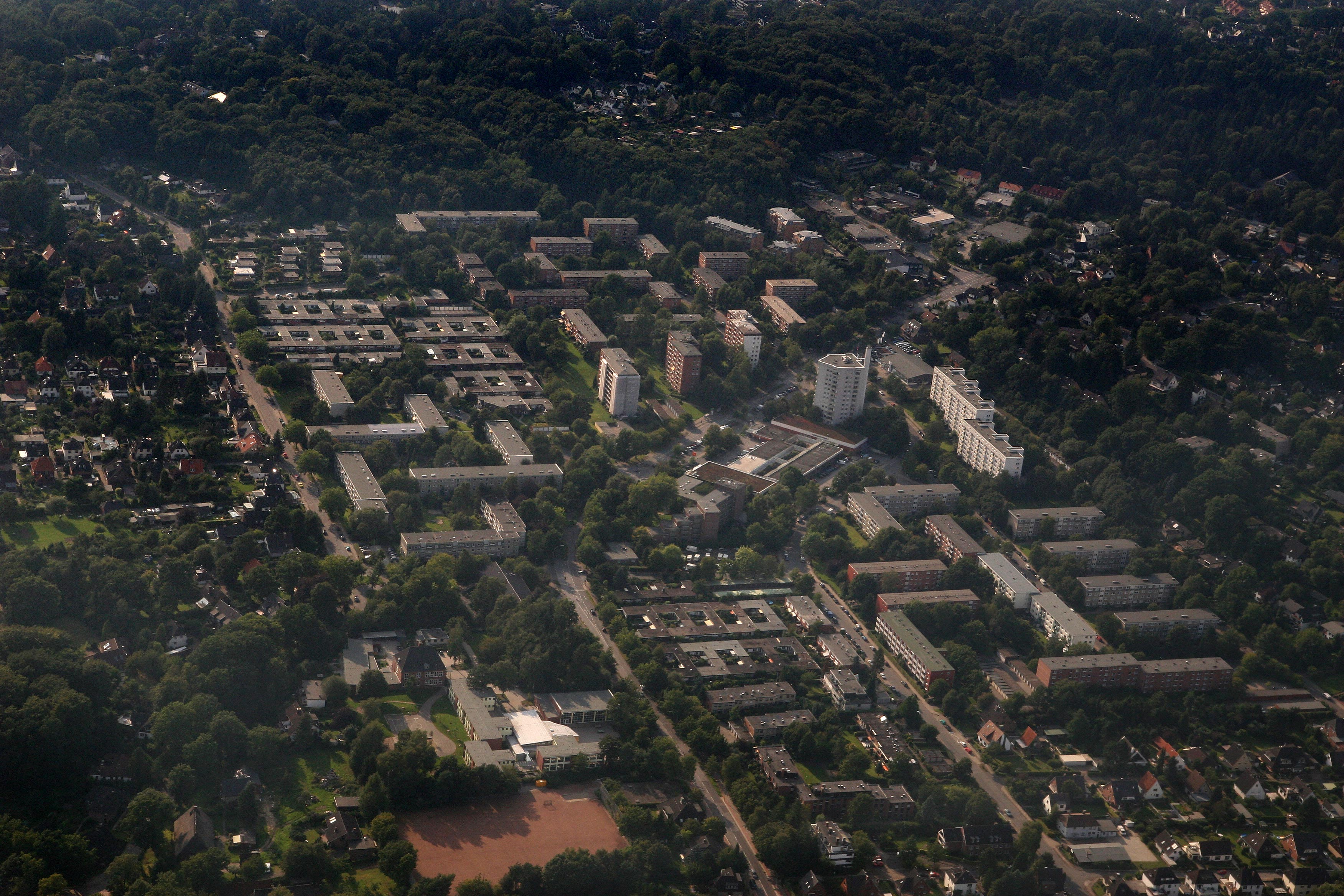
Marmstorf um den Ernst-Bergeest-Weg aus der Luft (13. August 2007)

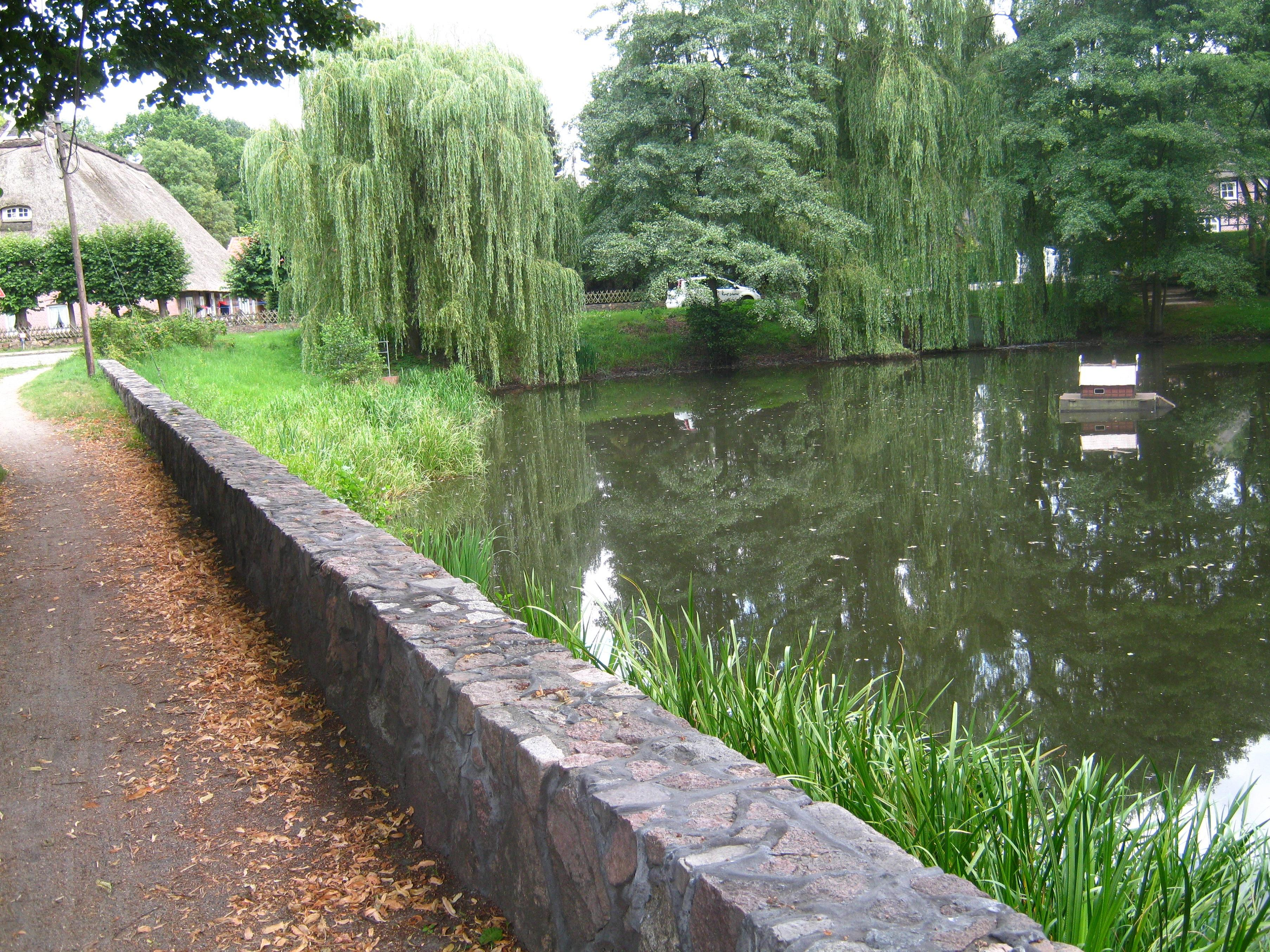
Schulteich („Feuerteich“)

Marmstorf ist ein Hamburger Stadtteil im Bezirk Harburg.
Zum Stadtteil gehören die im Westen liegenden Ortsteile Appelbüttel und Lürade.

## Geographie

### Nachbargemeinden
Marmstorf grenzt im Nordwesten an Eißendorf, im Nordosten an Wilstorf, im Osten an Langenbek, im Südosten an Sinstorf sowie im Süden an den Landkreis Harburg.

### Geographische Gestalt
Marmstorf liegt in einer Niedergebirgslandschaft, die weiter westlich in die Harburger Berge übergeht. Der erhaltene historische Dorfkern befindet sich in einem Tal, die neueren Siedlungsteile auf höherem Gelände. Es gibt für Hamburger Verhältnisse ungewöhnliche Steigungen. Marmstorf wird an mehreren Seiten von Wald- und Wiesenflächen begrenzt. Als besonders markant gilt das Appelbütteler Tal.

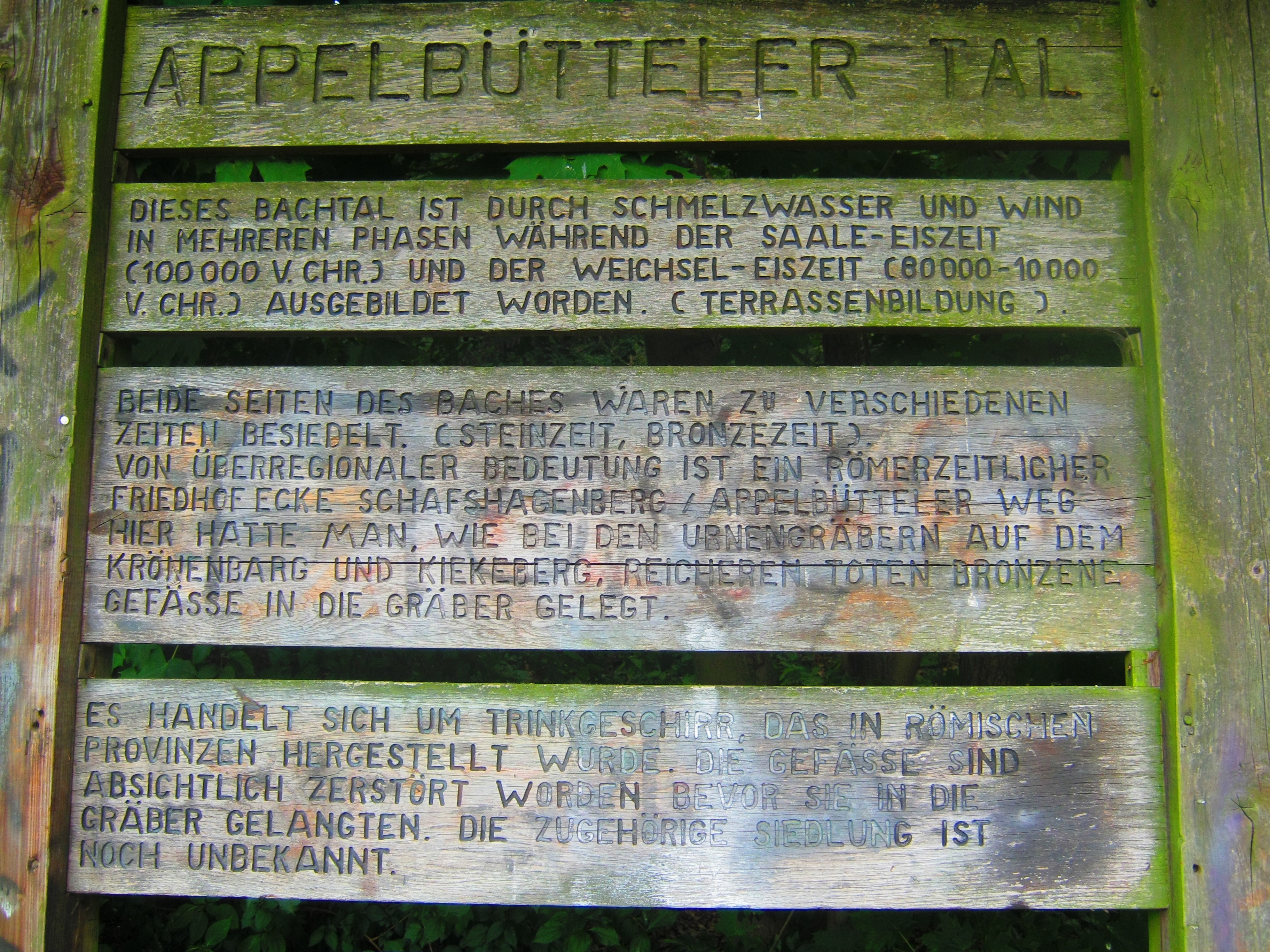
Info-Tafel Appelbütteler Tal

Die Bebauung lässt sich einteilen in den historischen Dorfkern mit Bauernhäusern und Kopfsteinpflaster, die massive Hochbebauung um den Ernst-Bergeest-Weg und eine relativ dichte Einzel- und Reihenhausbebauung, die von einzelnen Mehrfamilienhäusern durchsetzt ist. Dies trägt zu einer sozialen Durchmischung des Stadtteils bei.

## Geschichte
Auf dem Gebiet von Marmstorf bestand eine eisenzeitliche Begräbnisstätte. Die Grabinventare des aufgefundenen Urnengräberfeldes befinden sich in der Obhut des Archäologischen Museums Hamburg in Harburg, wo das Grabinventar der Kriegerbestattung Grab 216 eines der Glanzlichter der archäologischen Dauerausstellung darstellt. Der Name Marmstorf verweist auf den Ursprung durch eine sächsische Siedlung mit einem Dorfgründer namens Marbold oder Maribald. 1196 wurde es als Marboldesthorp erstmals urkundlich erwähnt.
Während der Franzosenzeit brannten die Besatzer das Dorf am 29. März 1814 nieder.
Zwischen 1852 und 1859 wurde Marmstorf selbstständige Gemeinde des preußischen Landkreises Harburg. Seit dem 1. April 1937 gehört Marmstorf durch das Groß-Hamburg-Gesetz zu Hamburg.

## Statistik
(Quelle: )
- Anteil der unter 18-Jährigen: 17,1 % [Hamburger Durchschnitt: 16,8 % (2023)]
- Anteil der über 64-Jährigen: 25,4 % [Hamburger Durchschnitt: 17,8 % (2023)]
- Ausländeranteil: 16,9 % [Hamburger Durchschnitt: 20,7 % (2023)]
- Arbeitslosenquote: 4,4 % [Hamburger Durchschnitt: 6,2 % (2023)]

Das durchschnittliche Einkommen je Steuerpflichtigen beträgt in Marmstorf 43.856 Euro jährlich (2020), der Hamburger Gesamtdurchschnitt liegt bei 48.035 Euro.

## Politik
Die Bürgerschaftswahl 2020 für die Wahl zur Hamburgischen Bürgerschaft, bei der Marmstorf zum Wahlkreis Harburg gehört, brachte im Stadtteil folgendes Ergebnis:
| Bürgerschaftswahl | SPD    | Grüne 1) | CDU    | AfD    | Linke  | FDP    | Übrige |
| ----------------- | ------ | -------- | ------ | ------ | ------ | ------ | ------ |
| 2020              | 46,4 % | 16,7 %   | 12,6 % | 07,6 % | 07,2 % | 04,1 % | 05,4 % |
| 2015              | 49,4 % | 08,6 %   | 17,9 % | 07,8 % | 06,5 % | 06,5 % | 03,3 % |
| 2011              | 52,2 % | 08,7 %   | 23,1 % | –      | 05,2 % | 05,9 % | 04,9 % |
| 2008              | 32,6 % | 07,8 %   | 49,0 % | –      | 04,5 % | 04,2 % | 01,8 % |
| 2004              | 32,5 % | 07,5 %   | 50,6 % | –      | –      | 02,4 % | 07,0 % |

Für die Bundestagswahl gehört Marmstorf zum Wahlkreis Hamburg-Bergedorf – Harburg. Bei den Bezirksversammlungswahlen gehört der Stadtteil zum Wahlkreis Rönneburg, Langenbek, Sinstorf, Marmstorf.

## Sport
- Seit 1920: SV Grün-Weiß Harburg (bis zur Fusion mit dem TSV Sinstorf als VfL Marmstorf)
- Harburger SC (1970 entstanden aus der Fusion von Borussia und Rasensport Harburg)
- SG Harburg Baskets
- Seit 1931: Schachklub Marmstorf (jetzt als Sparte im SV Grün-Weiß Harburg)
- Seit 1897: Schützenverein Marmstorf

### Regelmäßige Veranstaltungen
- jährlich am letzten Januarsonntag: Teichwette. Der amtierende Schützenkönig und ein prominenter Wettpartner treffen sich trockenen Fußes auf der Mitte des Feuerteiches (offiziell: Schulteich). Wetterlös zu Gunsten eines wohltätigen Zweckes.
- jährlich am 1. Mai: Aufstellen des Maibaums vor dem Schützenhof
- jährlich an einem Dienstag im Juni: Ackerfete. Größte Abiturientenfeier in Norddeutschland, im Appelbüttler Tal.
- jährlich am ersten Juliwochenende (Freitag bis Montag): Marmstorfer Vogelschießen (Schützenfest)
- jährlich am Sonnabend vor der Zeitumstellung Sommerzeit auf Winterzeit: Großer Laternenumzug durch den „Märchenwald“ mit anschließendem Höhenfeuerwerk. Veranstalter: Spielleute des Schützenverein Marmstorf

## Verkehr
Hamburg-Marmstorf liegt mit der gleichnamigen Anschlussstelle 34 an der Bundesautobahn 7. Der nächste Fern- und Regionalbahnhof ist Hamburg-Harburg. Auch der S-Bahnhof Harburg Rathaus liegt in der Nähe von Marmstorf.
Öffentlichen Verkehr gibt es seit der Zwischenkriegszeit. 1939 betrieb die Hamburger Hochbahn eine Buslinie (Marmstorf – Harburg – Fleestedt), die im Krieg eingestellt wurde. Nach dem Krieg übernahm der Privatunternehmer Eggers den Busverkehr, bis die HHA Anfang der 1960er Jahre Einspruch erhob und eine eigene Linie einführte. Mit der Großbebauung am Ernst-Bergeest-Weg wurde um 1970 die bis heute gültige Regelung eingeführt: Eine Linie fährt von Harburg zum Jägerfeld, eine weitere von Harburg zum Beutnerring; abends und sonntags werden beide Linien vom gleichen Bus bedient, der eine Stichfahrt in den Ernst-Bergeest-Weg unternimmt. Seit damals gibt es auch Nachtverbindungen, allerdings mit Umwegen über Lübbersweg bzw. Einhausring. Von 1993 bis 1995 bestand probeweise eine Quer-Buslinie Sinstorf – Marmstorf – Bostelbek. Eine gewisse Bedeutung für Marmstorf hat auch die ehemalige Straßenbahnlinie nach Appelbüttel, die heute von einer Buslinie bedient wird.

## Bildung
In Marmstorf gibt es die Grundschule Marmstorf, neben der Grundschule befindet sich eine Kindertagesstätte. Am Weg nach Sinstorf finden sich die Grundschule Sinstorfer Weg (bis 2020 Standort der Lessing-Stadtteilschule) und das Immanuel-Kant-Gymnasium.

## Persönlichkeiten

### Ehrenbürger
- Johann Christoph Eddelbüttel (* 6. Juli 1856; † 22. Juni 1930), langjähriger Gemeindevorsteher, wurde 1929 zum Ehrenbürger ernannt. Ihm zu Ehren trägt der Eddelbüttelkamp in Marmstorf seit 1932 seinen Namen (von 1932 bis 1950: Eddelbüttelweg).[3][4]